# Ojratština
Ojratština ( Todo Bičig :ᡆᡕᡅᠷᠠᡑ ᡘᡄᠯᡄᠨ, Oirad kelen, [œːrt cɛˈlən]IPA; Kalmyčtina : Өөрд , Őrd ; Mongolština: Ойрад , Oirad) je středomongolský jazyk používaný potomky mongolských Ojrátů, kteří nyní tvoří části Mongolů v Číně, Kalmyků v Rusku a Mongolů. Je vzájemně srozumitelná s ostatními středomongolskými jazyky, proto se názory vědců o tom, zda je ojratština samostatný jazyk nebo dialekt Mongolštiny, liší. Ojratština se používá v oblastech západního Mongolska na severozápadě Číny a na ruském pobřeží Kaspického moře, kde je jeho hlavní varietou kalmyčtina. V Číně se jím mluví hlavně v Sin-ťiangu, ale také Mongoly v Čching-chaji a okrese Subei v Kan-su.
Ve všech třech zemích se Ojratština stala různě ohroženým nebo dokonce zastaralým v přímém důsledku vládních akcí nebo v důsledku sociálních a ekonomických politik. Jeho nejrozšířenějším kmenovým dialektem, kterým se mluví ve všech těchto národech, je Torgút.

## Dialekty a rozšíření
Hovorová ojratština se dělí na několik dialektů, z nichž každý odpovídá jinému kmeni: Dörbet, Bajad, Torgút, Urianchaj, Öelet, Zachčin, Choton.
Většina populace těchto kmenů žije v západním Mongolsku, převážně v ajmacích Uvs a Chovd. V ČLR žije většina Ojratů na severozápadě země v Sin-ťiangu v okresech Bortala, Hoboksar, Tarbagatai a Bayangol, mimo to i na západě vnitřního Mongolska v oblasti Alashan. Malý počet Ojratů se nachází i v provincii Čching-chaj. Ojratštinou mluví i Sartští Kalmyci v Kyrgyzstánu v oblastec Chelpek a Böru Baši.

## Ohroženost jazyka
Ojratština je ohrožená ve všech oblastech, kde se jí mluví. V Rusku kvůli zabití velké části kalmycké populace a zničení jejich společnosti v důsledku kalmyckých deportací v roce 1943, spolu s následným zavedením ruštiny jako jediným úředním jazykem, učinily ojratštinu zastaralou – plynule Kalmyčtinou mluví téměř výhradně jen starší populace.
Zatímco v Číně je ojratština stále poměrně široce používaná a existuje mnoho monolingvních mluvčí, kombinace vládních politik a sociální reality vytvořila nepříznivé prostředí pro používání a vývoj tohoto jazyka: čínské úřady přijaly Jižní mongolštinu jako normativní mongolský jazyk, nové vzdělávací politiky vedly k faktickému odstranění mongolských škol v Sin-ťiangu (v roce 2009 zbyly jen dvě), politika zaměřená na omezení nomádství a omezené pracovní vyhlídky v čínské společnosti pro absolventy mongolských škol. V Číně se Ojratové označují etnonymem Weilate (tj. Weilatezu 韦拉特族), nicméně nemají status samostatného etnika a spolu s Chalky, Burjaty a Tuvinci jsou klasifikováni jako Mongolové (Mengguzu 蒙古族).
V Mongolsku dochází v důsledku převahy chalchské mongolštiny k vytlačování ojratštiny a dalších variet mongolštiny.

## Systémy písma

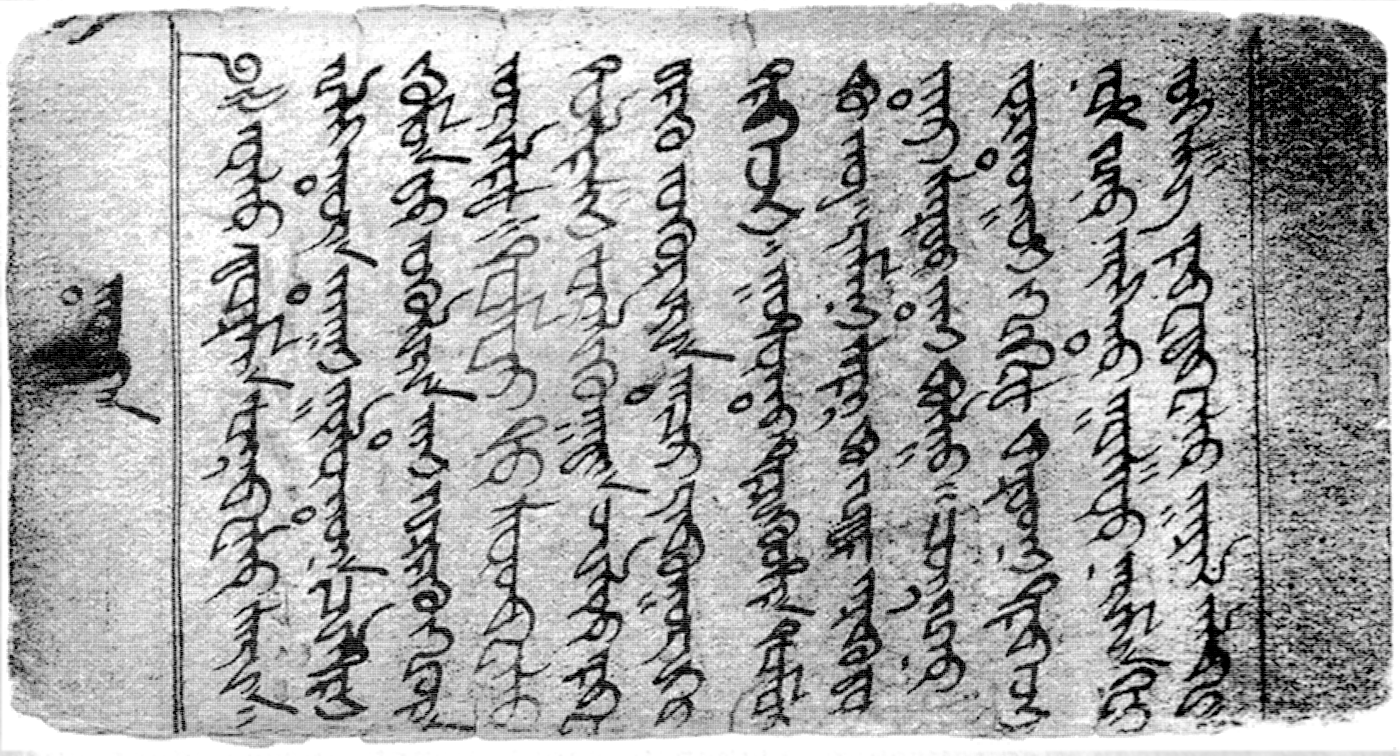
Ojratština zapsaná „jasným písmem“ (Todo bičig)

Ojrat byl zapisován dvěma systémy písma: mongolským písmem a cyrilicí.
Historicky se používalo písmo Todo bičig, které vzniklo z mongolského písma. Používá upravené tvary písmen, např. k rozlišení různých zaokrouhlených samohlásek nebo používá malý tah vpravo k označení délky samohlásky. Nejdéle se používalo v Číně, kde na něj lze občas narazit v novinových článcích. V Číně jsou však Burjatština a Ojrat považovány za nestandardní ve srovnání s jižní mongolštinou, a proto se předpokládá, že pro psaní používají mongolské písmo a jižní mongolskou gramatiku. V praxi lidé nepoužívají ani jedno a uchylují se k učení mandarínské čínštiny a používání čínské znaky ke komunikaci s ostatními v Číně.
V Kalmycku byl implementován systém písma založený na cyrilici. Je přísně fonematický, nereprezentuje epenthetické samohlásky, a proto nevykazuje slabikování.
V Mongolsku nemají středomongolské menšinové variety žádný status, takže Oiratové mají používat mongolskou cyrilici, která de facto reprezentuje pouze Chalskou mongolštinu.

### Citace
1. ↑  Birtalan 2003. Note that she is not altogether clear about that matter as she writes: "For the present purpose, Spoken Oirat, from which Kalmuck is excluded, may therefore be treated as a more or less uniform language." (212). See also Sanžeev 1953
2. ↑  Sečenbaγatur et al. 2005
3. 1 2 3 4  Sečenbaγatur et al. 2005: 396-398
4. ↑  Sečenbaγatur et al. 2005, Bläsing 2003: 229
5. ↑  Svantesson et al. 2005: 148
6. ↑  Coloo 1988: 1-6
7. 1 2 3 4 5 6  SCHWARZ, Michal; BLAŽEK, Václav. Klasifikace a rozšíření mongolských jazyků. Linguistica Brunesia. 2010, roč. 58, čís. 1–2, s. 11–55. Dostupné online. ISSN 2336-4440.
8. ↑  Bitkeeva 2007; for details see Bitkeeva 2006
9. ↑  Bitkeeva 2007
10. ↑  Sečenbaγatur et al. 2005: 179
11. ↑  Indjieva 2009: 59-65
12. ↑  Coloo 1988: III-IV
13. ↑  Chuluunbaatar 2008: 41

### Prameny
- Birtalan, Ágnes (2003): Oirat. In: Janhunen (ed.) 2003: 210–228.
- Bitkeeva, Aisa (2006): Kalmyckij yazyk v sovremennom mire. Moskva: NAUKA.
- Bitkeeva, Aisa (2007): Ethnic Language Identity and the Present Day Oirad-Kalmyks. Altai Hakpo, 17: 139–154.
- Bläsing, Uwe (2003): Kalmuck. In: Janhunen (ed.) 2003: 229–247.
- Chuluunbaatar, Otgonbayar (2008): Einführung in die mongolischen Schriften. Hamburg: Buske.
- Coloo, Ž. (1988): BNMAU dah’ mongol helnii nutgiin ajalguuny tol’ bichig: oird ayalguu. Ulaanbaatar: ŠUA.
- Indjieva, Elena (2009): Oirat Tobi: Intonational structure of the Oirat language Archivováno 3. 9. 2023 na Wayback Machine.. University of Hawaii. Dissertation.
- Janhunen, Juha (ed.) (2003): The Mongolic languages. London: Routledge.
- Katoh T., Mano S., Munkhbat B., Tounai K., Oyungerel G., Chae G. T., Han H., Jia G. J., Tokunaga K., Munkhtuvshin N., Tamiya G., Inoko H.: Genetic features of Khoton Mongolians revealed by SNP analysis of the X chromosome. Molecular Life Science, School of Medicine, Tokai University, Bohseidai, Isehara, Kanagawa, 259–1193, Japan. [Gene. 12 Sep. 2005].
- Sanžeev, G. D. (1953): Sravnitel’naja grammatika mongol’skih jazykov. Moskva: Akademija nauk SSSR.
- Sečenbaγatur, Qasgerel, Tuyaγ-a, B. ǰirannige, U Ying ǰe (2005): Mongγul kelen-ü nutuγ-un ayalγun-u sinǰilel-ün uduridqal. Kökeqota: Öbür mongγul-un arad-un keblel-ün qoriy-a.
- Svantesson, Jan-Olof, Anna Tsendina, Anastasia Karlsson, Vivan Franzén (2005): The Phonology of Mongolian. New York: Oxford University Press.